# Instituto Politécnico de Leiria
El Instituto Politécnico de Leiria (en portugués: Instituto Politécnico de Lairia, acrónimo IPLeiria) es una institución pública de educación superior portuguesa fundada en 1987 con sede en Leiria, aunque está presente en otras cinco ciudades: Caldas da Rainha, Peniche, Marinha Grande, Torres Vedras y Pombal. Con aproximadamente 11.500 estudiantes, ofrece títulos de máster, posgrado, licenciatura, cursos técnicos profesionales superiores (TeSP) y cursos para estudiantes internacionales.

## Escuelas
- ESECS - Escuela Superior de Educación y Ciencias Sociales de Leiria
- ESTG - Escuela Superior de Tecnología y Gestión de Leiria
- ESAD.CR - Escuela de Artes y Diseño de Caldas da Rainha
- ESTM - Escuela Superior de Turismo y Tecnología Marina de Peniche
- ESSLei - Escuela Superior de Salud de Leiria

## Centros de investigación
- CDRsp - Centro para el Desarrollo Rápido y Sostenible de Productos
- CIID - Centro de Investigación sobre Identidades y Diversidades
- globADVANTAGE - Centro de Investigación en Negocios y Estrategia Internacional
- GIRM - Grupo de Investigación de Recursos Marinos
- NIDE - Centro de Investigación y Desarrollo en Educación
- GIAE/C - Grupo de Investigación en Artes y Estudios Escénicos
- CIGS - Centro de Investigación en Gestión para la Sostenibilidad
- GITUR - Grupo de Investigación en Turismo
- CIIC - Centro de Investigación en Computación y Comunicaciones
- CIMH - Centro de Investigación de Motricidad Humana
- CIPSE - Centro de Investigación en Políticas y Sistemas Educativos
- UIS - Unidad de Investigación en Salud